# Филип Баїнович
Филип Баїнович (серб. Филип Баиновић / Filip Bainović, нар. 23 червня 1996, Пожареваць) — сербський футболіст, півзахисник словацького клубу «Спартак» (Трнава).
Виступав, зокрема, за клуби «Жарково», «Црвена Звезда» та «Гурник» (Забже), а також юнацьку збірну Сербії.

## Клубна кар'єра
Народився 23 червня 1996 року в місті Пожареваць. Вихованець юнацьких команд футбольних клубів «Омоляк Цагубіка» та «Рад».
У дорослому футболі дебютував 2015 року виступами за команду «Рад», у якій того року взяв участь в одному матчі чемпіонату. 
Своєю грою за цю команду привернув увагу представників тренерського штабу клубу «Жарково», до складу якого приєднався 2015 року. Відіграв за белградську команду наступні два сезони своєї ігрової кар'єри.
Протягом 2017 року знову захищав кольори клубу «Рад».
У 2017 році уклав контракт з клубом «Црвена Звезда», у складі якого провів наступний рік своєї кар'єри гравця. 
Протягом 2018—2019 років знову захищав кольори клубу «Рад».
З 2019 року два сезони захищав кольори клубу «Гурник» (Забже). 
Згодом з 2021 по 2023 рік грав у складі команд «Радник» (Сурдулиця), «Гурник» (Забже) та «Тренчин».
До складу клубу «Спартак» (Трнава) приєднався 2023 року. Станом на 24 серпня 2023 року відіграв за команду з Трнави 3 матчі в національному чемпіонаті.

## Виступи за збірну
У 2015 році дебютував у складі юнацької збірної Сербії (U-19), загалом на юнацькому рівні взяв участь у 2 іграх.

## Статистика виступів

### Статистика клубних виступів
| Сезон                      | Команда                    | Чемпіонат                  | Чемпіонат | Чемпіонат | Національний кубок | Національний кубок | Національний кубок | Континентальні кубки | Континентальні кубки | Континентальні кубки | Інші змагання | Інші змагання | Інші змагання | Усього | Усього |
| Сезон                      | Команда                    | Ліга                       | Ігор      | Голів     | Ліга               | Ігор               | Голів              | Ліга                 | Ігор                 | Голів                | Ліга          | Ігор          | Голів         | Ігор   | Голів  |
| -------------------------- | -------------------------- | -------------------------- | --------- | --------- | ------------------ | ------------------ | ------------------ | -------------------- | -------------------- | -------------------- | ------------- | ------------- | ------------- | ------ | ------ |
| лип.-серп. 2015            | «Рад»                      | ЧС                         | 1         | 0         | КС                 | 0                  | 0                  | -                    | -                    | -                    | -             | -             | -             | 1      | 0      |
| 2015–16                    | «Жарково»                  | 3L                         | 0         | 0         | КС                 | 0                  | 0                  | -                    | -                    | -                    | -             | -             | -             | 0      | 0      |
| 2016-лют. 2017             | «Жарково»                  | 3L                         | 0         | 0         | КС                 | 2                  | 0                  | -                    | -                    | -                    | -             | -             | -             | 2      | 0      |
| Усього за «Жарково»        | Усього за «Жарково»        | Усього за «Жарково»        | 0         | 0         |                    | 2                  | 0                  |                      | -                    | -                    |               | -             | -             | 2      | 0      |
| лют.-черв. 2017            | «Рад»                      | ЧС                         | 13        | 1         | КС                 | 0                  | 0                  | -                    | -                    | -                    | -             | -             | -             | 13     | 1      |
| лип.-серп. 2017            | «Рад»                      | ЧС                         | 5         | 0         | КС                 | 0                  | 0                  | -                    | -                    | -                    | -             | -             | -             | 5      | 0      |
| 2017-січ. 2018             | «Црвена Звезда»            | ЧС                         | 0         | 0         | КС                 | 2                  | 0                  | ЛЄ                   | 0                    | 0                    | -             | -             | -             | 2      | 0      |
| січ.-черв. 2018            | «Рад»                      | ЧС                         | 10        | 0         | КС                 | 0                  | 0                  | -                    | -                    | -                    | -             | -             | -             | 10     | 0      |
| 2018–19                    | «Рад»                      | ЧС                         | 33        | 1         | КС                 | 0                  | 0                  | -                    | -                    | -                    | -             | -             | -             | 33     | 1      |
| Усього за «Рад»            | Усього за «Рад»            | Усього за «Рад»            | 62        | 2         |                    | 0                  | 0                  |                      | -                    | -                    |               | -             | -             | 62     | 2      |
| 2019–20                    | «Гурник» (Забже)           | ЧП                         | 20        | 0         | КП                 | 2                  | 0                  | -                    | -                    | -                    | -             | -             | -             | 22     | 0      |
| 2020-лют. 2021             | «Гурник» (Забже)           | ЧП                         | 7         | 0         | КП                 | 1                  | 0                  | -                    | -                    | -                    | -             | -             | -             | 8      | 0      |
| лют.-черв. 2021            | «Радник» (Сурдулиця)       | ЧС                         | 16        | 0         | КС                 | 2                  | 0                  | -                    | -                    | -                    | -             | -             | -             | 18     | 0      |
| 2021-лют. 2022             | «Гурник» (Забже)           | ЧП                         | 9         | 0         | КП                 | 2                  | 0                  | -                    | -                    | -                    | -             | -             | -             | 11     | 0      |
| Усього за «Гурник» (Забже) | Усього за «Гурник» (Забже) | Усього за «Гурник» (Забже) | 36        | 0         |                    | 5                  | 0                  |                      | -                    | -                    |               | -             | -             | 41     | 0      |
| лют.-черв. 2022            | «Тренчин»                  | ЧС                         | 15        | 1         | КС                 | 4                  | 0                  | -                    | -                    | -                    | -             | -             | -             | 19     | 1      |
| 2022–23                    | «Тренчин»                  | ЧС                         | 30        | 6         | КС                 | 7                  | 4                  | -                    | -                    | -                    | -             | -             | -             | 37     | 10     |
| Усього за «Тренчин»        | Усього за «Тренчин»        | Усього за «Тренчин»        | 45        | 7         |                    | 11                 | 4                  |                      | -                    | -                    |               | -             | -             | 56     | 11     |
| Усього за кар'єру          | Усього за кар'єру          | Усього за кар'єру          | 159       | 9         |                    | 22                 | 4                  |                      | 0                    | 0                    |               | -             | -             | 181    | 13     |